# باباك رضي
باباك رضي (2 يونيو 1981 بإيران - ) هو لاعب كرة قدم إيراني في مركز الوسط. لعب مع نادي باس همدان ونادي ذوب آهن أصفهان ونادي راهيان كرمانشاه ونادي شموشك نوشهر ونادي نساجي مازندران.